# Nagravision

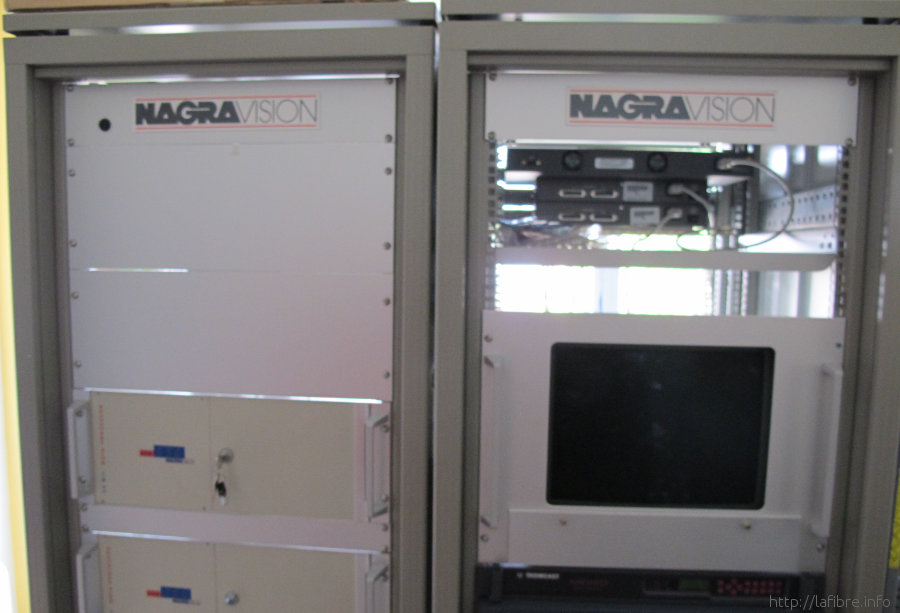
Une baie de serveurs NagraVision utilisés par l'opérateur CityPlay.

Nagravision, filiale du groupe suisse Kudelski, est une compagnie qui développe des systèmes d'accès conditionnels (ou chiffrés) pour le câble, la télévision sur téléphone Mobile (ou MobileTV), la télévision sur Internet ou IPTV et la télévision par satellite. Le déchiffrement de Nagravision est réalisé par un récepteur, disposant d'un lecteur de carte à puce conforme au standard Nagravision ou d'un module d'accès conditionnel ou CAM. 
Nagravision est notamment utilisé en France et en Suisse par Canal+, sur le bouquet Canal-Satellite, Tivù Sat (Italie), mais aussi aux États-Unis (Dish Network, Echostar), au Canada (Bell Télé) et dans plus de 120 pays et opérateurs dans le monde.